# جوسی آلتو
جوسی آلتو (انگلیسی: Jussi Aalto؛ زادهٔ ۲۸ ژوئیهٔ ۱۹۸۳) بازیکن فوتبال اهل فنلاند است. در ۲۱ دسامبر ۲۰۱۵، باشگاه فوتبال کوتکان تیووائن پالویلیات اعلام کرد که با آلتو برای فصل ۲۰۱۶ در لیگ دسته اول فوتبال فنلاند قرارداد امضا کرده است.